# Кислота (фильм)
«Кислота» — российский драматический фильм режиссёра Александра Горчилина.
В июне 2018 года фильм участвовал в конкурсе дебютов кинофестиваля «Кинотавр», где был награждён призом за лучший фильм конкурса «Кинотавр. Дебют».
Премьера фильма в России состоялась 4 октября 2018 года. 8 февраля 2019 года в рамках программы «Панорама» 69-го Берлинского кинофестиваля состоялась европейская премьера ленты.

## Сюжет
Картину описывают как «поколенческое кино» об обречённых на одиночество молодых людях, которые прожигают жизнь и не могут найти в ней своего места.

## В ролях
- Филипп Авдеев — Саша
- Александр Кузнецов — Петя
- Арина Шевцова — Карина
- Савва Савельев — Василиск
- Александра Ребенок — мама Саши
- Роза Хайруллина — бабушка Саши
- Дмитрий Куличков — отчим Карины
- Елена Морозова — мама Пети
- Алексей Агранович — Александр Петрович
- Анастасия Евграфова — Любочка
- Софья Синицына — Викуля
- Пётр Скворцов — Иван
- Даниэла Стоянович — мама Ивана

## История создания
Александр Горчилин о фильме:

Все началось с неожиданного предложения продюсера Сабины Еремеевой, на которое я согласился, после чего мы долго решали о чём должен быть этот фильм. Мы отдавали себе отчёт в том что я не особо имею отношение к режиссуре. Поэтому пришли к мнению, что должен делать кино про то, что понимаю или пытаюсь понять. Далеко не ходили — позвали Валеру Печейкина и стали собирать общие наблюдения.

На этапе монтажа работа над фильмом была прервана на период съёмок Александра в картине «Лето» Кирилла Серебренникова.

## Критика
Фильм получил в основном положительные оценки кинокритиков. Обозреватель газеты «Коммерсантъ» Андрей Плахов писал: «При несовершенствах первой режиссёрской работы этот фильм всё равно останется в числе важных кинособытий года и даже десятилетия».

## Награды и номинации
- 2018 — «Кинотавр», конкурс «Дебют» — призёр конкурса[14]
- 2018 — «Белый слон» — номинации: «Лучшая женская роль второго плана» (Александра Ребенок) и «Лучший фильм-дебют»[15]
- 2019 — «Ника» — номинации: «Лучшая работа звукорежиссёра» (Василий Фёдоров) и «Открытие года» (режиссёр Александр Горчилин)[16]
- 2019 — премия «Сделано в России — 2019» от журнала «Сноб» — победа в номинации «Кино»[17]
- 2019 — GoEast — «Золотая лилия» (Škoda Prize)